# Ju-Jitsu to the Rescue
Ju-Jitsu to the Rescue è un cortometraggio muto del 1913 diretto da Charles Raymond.

## Produzione
Il film fu prodotto dalla Motograph.

## Distribuzione
Distribuito dalla Motograph, uscì nelle sale cinematografiche britanniche nel novembre 1913. Nel 1915, la Tress Films ne curò la riedizione con il titolo Self Defence.